# Louis Auguste Théodore Pein
Louis Auguste Théodore Pein (Illa (Rosselló), 30 de juny de 1867, Acq, Pas-de-Calais, 10 de maig de 1915) fou un militar nord.català, mort en combat durant la Primera Guerra Mundial.

## Biografia
Louis Auguste Théodore Pein era el fill del coronel francès Louis Auguste Théodore Pein i de Mélanie Esquerré. Ingressà voluntari a l'exèrcit francès el 1887, i el 189 va sortir de l'Escola Especial Militar de Saint-Cyr (promoció Tombouctou 1887-1889) amb el grau de sotstinent del 106è Regiment d'Infanteria. El 1891 ascendiria a tinent i el 1893 fou destinat al 2n dels batallons d'infanteria lleugera d'Àfrica, destinat a Algèria de 1893 a 1895. El 1898 fou ascendit a capità.
El 29 de desembre de 1899 va rebutjar victoriosament un atac dels ksourians a la Kasbah d'In Salah. Destinat a les regions saharianes de 1897 a 1903. El 1906 va ser condecorat com a oficial de la Legió d'Honor, llavors era el comandant sènior del cercle de Mecheiria.
En esclatar la Primera Guerra Mundial fou nomenat comandant de la 1a brigada de la Divisió Marroquina. Ferit a Carency el 9 de maig, va morir el dia 10 a l'ambulància d'Acq. Descansa al seu poble natal del Rosselló.

## Distincions
- Cavaller de la Legió d'Honor el 1900.
- Oficial de la Legió d'Honor el 1906.